# Eugène de Dorlodot
Pour les articles homonymes, voir Dorlodot.
Eugène-Charles-Joseph de Dorlodot, né le 1er février 1823 et mort le 25 juillet 1891, est un maître de forges et homme politique belge. Il est le fils d'Eugène-François de Dorlodot.

## Fonctions et mandats
- Bourgmestre d'Acoz : 1869-1877
- Membre de la Chambre des représentants de Belgique : 1870-1874
- Administrateur de la S.A. des Forges d'Acoz : 1872

## Sources
- Le Parlement belge 1831-1894, p. 131.
- J. Stengers, J.-L. De Paepe, M. Gruman, Index des éligibles au Sénat (1831-1894), Brussel, 1975.

- Ressource relative à plusieurs domaines :   - ODIS
- Notice dans un dictionnaire ou une encyclopédie généraliste :   - Dictionnaire des Wallons